# كونفدرالية بيرو وبوليفيا
كونفدرالية بيرو وبوليفيا (بالإنجليزية: Peru–Bolivian Confederation)‏ كانت دولة قصيرة العمر في أمريكا الجنوبية بين عامي 1836 و1839. كانت الدولة عبارة عن كونفدرالية ضعيفة بين دولتي بيرو (المقسمة إلى بيرو الشمالية وبيرو الجنوبية) وبوليفيا، وكان موقع العاصمة في تاكنا. دُفع تكوين الكونفدرالية بين بيرو وبوليفيا بتأثير شخصي من المشير أندريس دي سانتا كروز، رئيس بوليفيا، الذي عمل رئيسًا للكونفدرالية بلقب «الحامي الأعلى».
عارضت الدول المجاورة للدولتين هذه الكونفدرالية منذ بدايتها، خاصة تشيلي والأرجنتين، باعتبارها تهديدًا عسكريًا اقتصاديًا محتملًا، ولدعمها المنشقين في المنفى. بعد تكوين الكونفدرالية أُعلنت حرب الكونفدرالية عندما غزت الأرجنتين وتشيلي الدولة المكونة حديثًا بصورة مستقلة. هُزمت الأرجنتين في عام 1837، ولكن انتصرت قوة من تشيلي ومنشقون من شمال بيرو عُرفوا باسم جيش الاستعادة المتّحد في معركة يونغاي في يناير من عام 1839، ما أدى إلى إنهاء الكونفدرالية فعليًا، وأعيدت بيرو وبوليفيا كدول مستقلة، وهرب سانتا كروز إلى المنفى. أُعلنت الكونفدرالية بين بيرو وبوليفيا رسميًا في 25 أغسطس عام 1839، وأعلنها اللواء أوغستين جامارا بعد تكليفه رئيسًا لبيرو.

## الخلفية
كانت المنطقة المكونة لجماهيرية تشاركاس، المعروفة أيضًا باسم بيرو العليا، التي تقع تحت اسم بوليفيا حاليًا، جزءًا من النيابة الملكية على بيرو أثناء فترة الاستعمار الإسباني. انفصلت في عام 1776 وأصبحت مقاطعة من النيابة الملكية المكونة حديثًا عن ملكية ريو دي لا بلاتا البديلة. ظلت قريبة من ليما مقارنة بعاصمتها الإدارية، بوينس آيرس، في الأرجنتين الحالية، لأسباب جغرافية وتاريخية. كانت كونفدرالية بيرو وبوليفيا المحاولة الفعالة الوحيدة للاتحاد.
حققت تلك المنطقة الاستقلال في عام 1825. رُحب بالاتحاد مع بيرو حتى تلك اللحظة. حرر سيمون بوليفار تلك المنطقة ودمر أطلال الجيش الإسباني. ولدت جمهورية بوليفيا الجديدة (تيمنًا باسمه) ليكون بوليفار أول رئيس لها. أجبرت المناوشات السياسية بوليفار على العودة إلى كولومبيا بعد فترة وجيزة، وترك أنطونيو خوسيه دي سوكري في المسؤولية. لكن خطة الوحدة بين بيرو وبوليفيا لم تغب عن الأذهان.

### الفوضى في بوليفيا
انتُخب المشير أنطونيو خوسيه دي سوكري رئيسًا لبوليفيا في عام 1826، ولكن الضغط السياسي من بيرو والاضطراب الداخلي صعّبا من مهمة تنظيم الدولة الجديدة. استخدمت بيرو الانتفاضة المسلحة في العام التالي مبررًا لغزو بوليفيا. تحرك اللواء أوغستين جامارا بجيش مكون من 5000 جندي من بيرو. وكان لديه تكليفين واضحين: إجبار الجيش الكولومبي على التراجع، والتأسيس لإنشاء دستور جديد لتلك الدولة.
دخل جيش بيرو لاباز عاصمة بوليفيا في 28 مايو عام 1828. أُجبر سكوري في تلك الظروف على التنحي في سبتمبر، ليترك الدولة للأبد. انتُخب المشير أندريس دي سانتا كروز رئيسًا لبوليفيا في عام 1829 لاستبداله، واحتفظ بهذا المنصب لعشر سنوات تالية. اتفق كل من جامارا وسانتا كروز على خطأ انفصال بيرو عن بوليفيا وعلى أهمية تصحيحه. رُحب بخطتهم عن الفدرالية، أو الكونفدرالية على أقل تقدير من الفروع التشريعية في كلتا الدولتين، ولكنهم اختلفوا شخصيًا على قضايا أخرى. كان جامارا مؤيدًا للاتحاد ولكن بقيادة بيرو، بينما أراد سانتا كروز منح المزيد من السلطة السياسية لبوليفيا.

### الحرب مع كولومبيا الكبرى
لم يتوافق بوليفار مع جامارا ولا سانتا كروز، فقد كانت كولومبيا الكبرى مشروعه للفدرالية، وتوحيد أغلب المستعمرات الإسبانية السابقة. استقر على إعلان الحرب على بيرو، لغضبه من الأخبار المتداولة في بوليفيا، في الثالث من يونيو عام 1828. عُين المشير سوكري قائدًا للجيش الكولومبي، ولكنه قُتل بعد ذلك بفترة وجيزة. انسحبت القوات الكولومبية بعد موت بوليفار، وانتهت الحرب بذلك.
تصدى جيش بيرو للعدوان الكولومبي أثناء الحرب، ولكن جامارا أطاح برئيس بيرو خوسيه دي لا مار، وأعلن نفسه رأسًا جديدًا للدولة بلقب رئيس. اجتمع البرلمان، وصوتت الأغلبية لصالح حكومته، وتمكن من شرعنة موقفه. كان حكمه شاقًا، فقد زعزعت أعمال الشغب العسكرية في أرجاء البلاد استقرار حكمه.

### الفوضى في بيرو
تشكل برلمان جديد في عام 1833، ولكنه كان عدائيًا لجامارا في تلك المرة. أوشكت فترته على الانتهاء في ذلك التوقيت، ولم يكن ثمة وقت للدعوة لانتخابات، فانتهى الإشكال بتسليم الرئاسة إلى اللواء لويس أوربيغوسو. لم يعترف جامارا بالحكومة الجديدة، واستعد لتحدي أوربيغوسو. عارضته مجموعات مسلحة ونبذه الرأي العام، وأصيب بالإحباط من جهود استعادة السلطة ثانية.

### المساعدة البوليفية
كان لزامًا على اللواء أوربيغوسو أن يتعامل مع اللواء فيليبي سالافيري، الذي تمرد عليه وأطاح به في عام 1835. لم يخسر أوربيغوسو كامل الدعم في بيرو الجنوبية وطلب المساعدة من رئيس بوليفيا. وكانت تلك الفرصة التي طال انتظارها بالنسبة لسانتا كروز، رئيس بيرو السابق. زحف الجيش البوليفي لاحتلال بيرو على الفور.
استعاد اللواء أوربيغوسو قيادته للدولة بفضل المساعدة البوليفية، وصدر الحكم على سالافيري بالإعدام. وافق أوربيغوسو على تشكيل الكونفدرالية بين بيرو وبوليفيا ردًا للدعم الذي منحه إياه سانتا كروز. ادعى سانتا كروز «الحماية العليا» للكونفدرالية وحافظ أوربيغوسو على رئاسة دولة بيرو المشكلة ضمن الكونفدرالية.

## التكوين
شجع المشير أندريس سانتا كروز مشروع الوحدة بين المنطقتين على أساس الكونفدرالية. كانت كونفدرالية بيرو وبوليفيا خطة تحاول الاتحاد بين («بيرو العليا»، بوليفيا حاليًا) و(«بيرو السفلى»، بيرو حاليًا) في كيان سياسي اقتصادي موحد. لم يكن الاتحاد مبنيًا على أسباب تاريخية أو ثقافية أو إثنية فقط، ولكن الدوافع الاقتصادية كانت حاضرة أيضًا. حاول الاتحاد استعادة الطرق التجارية وتعزيز سياسة الأسواق المفتوحة.
بدأ معه الأمر بالدعوة لجمعية تأسيسية في 17 مارس من عام 1836، لجمهورية بيرو الجنوبية، تبعه اجتماعًا آخر في 11 أغسطس عام 1836، لجمهورية بيرو الشمالية. وأصبح في الحالتين «الحامي الأعلى»، أو رئيسًا بسلطات كاملة.
أقيمت كونفدرالية بيرو وبوليفيا في 28 أكتوبر عام 1836، بعد فترة من الارتباك السياسي. أصبح المشير سانتا كروز الحامي الأعلى للكونفدرالية، والحامي الأعلى لولايات بيرو ورئيس جمهورية بوليفيا. تكونت الكونفدرالية الجديدة من ثلاث دول: بيرو الشمالية وبيرو الجنوبية وبوليفيا، وعاصمتها مدينة تاكنا، في بيرو الجنوبية. رحبت بيرو الجنوبية بالأمة المشكلة جديدًا، فقد استفادت تلك المنطقة كامل الاستفادة من رفع القيود التجارية التي فُرضت عليها سابقًا، ولكنها استُقبلت على مضض من نخبة ليما وبيرو الشمالية، إذ استفادوا قديمًا من العلاقات التجارية الوثيقة مع فنزويلا.

## بنية الكونفدرالية
في كل دولة من دول الكونفدرالية، كان ثمة «رئيس انتقالي»، منذ 1837 حتى انحلال الكونفدرالية، تحت حكم المشير أندريس سانتا كروز، الذي لقب نفسه بـ «الحامي الأعلى» وكان رئيسًا لبوليفيا أيضًا.
- بوليفيا
- الرئيس: اللواء خوسيه ميغيل دي فيلاسكو فرانكو
- بيرو الشمالية (عُرفت أيضًا بجمهورية بيرو الشمالية)
- الرئيس الأول: اللواء لويس أوربيغوسو (21 أغسطس، 1837 – 30 يوليو، 1838) أعلن انشقاق جمهورية بيرو الشمالية عن كونفدرالية بيرو وبوليفيا في 30 يوليو عام 1838، ولكنه ظل رئيسًا انتقاليًا حتى الأول من سبتمبر 1838.
- الرئيس الثاني: اللواء خوسيه دي لا ريفا أغويرو (الأول من أغسطس، 1838 – 24 يناير، 1839)
- بيرو الجنوبية (عُرفت أيضًا بجمهورية بيرو الجنوبية)
- الرئيس الأول: رامون هيريرا رودادو (ولد في 1799، ومات في 1882) تولى الحكم في فترة (17 سبتمبر، 1837 – 12 أكتوبر، 1838) \o الرئيس الثاني: خوان بيو دي تريستان موسكوسو (ولد في 1773، ومات في 1859) تولى الحكم في فترة (12 أكتوبر، 1838 – 23 فبراير، 1839)

## انظر ایضا
- حرب الكونفدرالية
- كولومبيا الكبرى
- جمهورية أمريكا الوسطى الاتحادية